# 7495 Feynman
7495 Feynman eller 1995 WS4 är en asteroid i huvudbältet som upptäcktes den 22 november 1995 av de båda tjeckiska astronomerna Miloš Tichý och Zdeněk Moravec vid Kleť-observatoriet. Den är uppkallad efter den amerikanske fysikern och nobelpristagaren Richard Feynman.
Asteroiden har en diameter på ungefär 7 kilometer.